# Разов, Анте
А́нте Ра́зов (англ. Ante Razov; род. 2 марта 1974, Уиттиер, Калифорния, США) — американский футболист, нападающий, известный по выступлениям за «Чикаго Файр» и сборную США.

## Клубная карьера
Разов начал карьеру, выступая за команду Калифорнийского университета в Лос-Анджелеса.
4 марта 1996 года на драфте колледжей MLS Разов был выбран в третьем раунде под общим 27-м номером клубом «Лос-Анджелес Гэлакси». За два сезона в «Гэлакси» сыграл шесть матчей и забил один гол — 9 июня 1996 года в матче против «Нью-Йорк — Нью Джерси Метростарз». Также выступал в аренде в клубе USISL «Сакраменто Скорпионс».
20 марта 1998 года Разов подписал контракт с новичком лиги, клубом «Чикаго Файр». В дебютном сезоне нового клуба помог ему сделать «золотой дубль» — выиграть Кубок MLS и Открытый кубок США. В марте 1999 года забил четыре гола и отдал две голевые передачи, за что был назван игроком месяца в MLS. Был отобран на Матч всех звёзд MLS 2000. В 2000 году выиграл с клубом второй Открытый кубок США.
В конце 2000 года Разов перешёл в клуб испанской Сегунды «Расинг Ферроль». Свой дебют за «Расинг Ферроль», в матче против «Спортинга Хихон» 19 декабря 2000 года, отметил голом. 3 февраля 2001 года в матче против «Компостелы» оформил хет-трик. Всего в сезоне 2000/01 сыграл 20 матчей и забил семь голов.
3 августа 2001 года Разов вернулся в «Чикаго Файр», подписав многолетний контракт, в качестве замены травмированному Джошу Волффу. В 2003 году выиграл с клубом третий Открытый кубок США и Supporters’ Shield. По итогам сезона 2003, в котором забил 14 голов и отдал шесть голевых передач, был включён в символическую сборную MLS. Разов является лучшим бомбардиром в истории «Чикаго Файр», в общей сложности за семь сезонов в клубе он сыграл 195 матчей и забил 95 голов во всех соревнованиях, в том числе — 155 матчей и 76 голов в регулярных чемпионатах MLS.
30 января 2005 года Разов был обменян в «Коламбус Крю» на Тони Санне. За клуб сыграл семь матчей и забил один гол.
7 июня 2005 года Разов был обменян в «Метростарз» на Джона Уолиника и распределительные средства, воссоединившись с бывшим главным тренером «Чикаго Файр» Бобом Брэдли. За клуб сыграл 18 матчей и забил шесть голов.
30 января 2006 года Разов был обменян в «Чивас США» на Тиаго Мартинса и распределительные средства, проследовав за Брэдли. 21 апреля 2007 года в матче против «Реал Солт-Лейк» он забил свой 100-й гол в MLS, став третьим игроком в истории лиги после Джейсона Крайса и Хайме Морено, кому покорился этот рубеж. После сезона 2009 покинул «Чивас США». За четыре сезона в клубе сыграл 76 матчей и 30 голов.

## Международная карьера
25 марта 1995 года в товарищеском матче против сборной Уругвая Разов дебютировал за сборную США. 6 июня 2000 года в матче турнира Nike U.S. Cup 2000 против сборной Ирландии он забил свой первый гол за сборную США. Несмотря на то, что Анте никогда не участвовал в чемпионате мира, в 2002 году благодаря его голам в поединках против команд Тринидада и Тобаго и Гватемалы США попали на мировое первенство.
В 2000 году он попал в заявку на Золотой кубок КОНКАКАФ. На турнире он сыграл в матче против сборной Перу.
В 2002 году Разов во второй раз принял участие в Золотом кубке КОНКАКАФ. На турнире он принял участие в двух матчах, против сборных Южной Кореи и Сальвадора, забив гол в ворота последних. Разов помог национальной команде выиграть соревнование.

### Голы за сборную США
| №   | Дата           | Место                                     | Противник         | Счёт | Результат | Соревнование                       |
| --- | -------------- | ----------------------------------------- | ----------------- | ---- | --------- | ---------------------------------- |
| 01. | 6 июня 2000    | Фоксборо Стэдиум, Фоксборо, США           | Ирландия          | 1:1  | 1:1       | 2000 U.S. Cup                      |
| 02. | 11 июня 2000   | Джайантс Стэдиум, Ист-Ратерфорд, США      | Мексика           | 3:0  | 3:0       | 2000 U.S. Cup                      |
| 03. | 16 июля 2000   | Карлос Саласар, Масатенанго, Гватемала    | Гватемала         | 0:1  | 1:1       | Чемпионат мира 2002 (квалификация) |
| 04. | 15 ноября 2000 | Национальный стадион, Бриджтаун, Барбадос | Барбадос          | 0:4  | 0:4       | Чемпионат мира 2002 (квалификация) |
| 05. | 20 июня 2001   | Фоксборо Стэдиум, Фоксборо, США           | Тринидад и Тобаго | 1:0  | 2:0       | Чемпионат мира 2002 (квалификация) |
| 06. | 27 января 2002 | Роуз Боул, Пасадина, США                  | Сальвадор         | 4:0  | 4:0       | Золотой кубок КОНКАКАФ 2002        |

## Тренерская карьера
22 января 2015 года Разов был назначен ассистентом главного тренера «Сиэтл Саундерс» Зиги Шмида.
10 января 2017 года Разов в качестве ассистента вошёл в тренерский штаб нового главного тренера «Лос-Анджелес Гэлакси» Кёрта Оналфо.
12 января 2018 года Разов воссоединился с Брэдли в качестве ассистента в новообразованном клубе MLS «Лос-Анджелес».

## Достижения
Командные
 «Чикаго Файр»
- Обладатель Кубка MLS: 1998
- Обладатель Supporters’ Shield: 2003
- Обладатель Открытого кубка США: 1998, 2000, 2003

 сборная США
- Обладатель Золотого кубка КОНКАКАФ: 2002

Индивидуальные
- Участник Матча всех звёзд MLS: 2000
- Член символической сборной MLS: 2003
- Игрок месяца в MLS: март 1999